# Louis Pierre Vieillot
Louis Pierre Vieillot (ur. 10 maja 1748 w Yvetot, zm. 24 sierpnia 1830 w Rouen) – francuski ornitolog.
Opisał dużą liczbę gatunków ptaków obu Ameryk. Był pionierem, jeśli chodzi o studium upierzenia ptaków. Jako jeden z pierwszych badał żywe okazy, a nie tylko martwe, jak to czynili jego poprzednicy.

## Życiorys
Vieillot urodził się 10 maja 1748 w Yvetot w Górnej Normandii. Posiadał gospodarstwo rolne na Haiti. Gdy wybuchła rewolucja francuska, został zmuszony do wyjazdu do Stanów Zjednoczonych. W czasie pobytu na kontynencie rozpoczął gromadzenie materiałów do swojej Histoire naturelle des oiseaux de l’Amérique Septentrionale, która została wydana w 1808.
W 1800 lub 1801 ornitolog powrócił do Francji, gdzie został zatrudniony jako pisarz dla Bulletin des Lois. Kontynuował pracę nad poznaniem świata ptaków. W 1802 wydał Histoire naturelle et générale des colibris, oiseaux-mouches, jacamars et promerops z rysunkami swego przyjaciela Jeana Baptiste’a Audeberta. Cztery lata później ukazała się Histoire naturelle des plus beaux oiseaux chanteurs de la zone torride.
W wydanej w 1816 Analyse d’une nouvelle Ornithologie Elémentaire Vieillot zapoczątkował prace nad własnym systemem klasyfikacji ptaków. Kontynuacją był wydawany w latach 1816–1819 Nouveau Dictionaire d’Histoire Naturelle. W 1820 badacz podjął się kontynuacji publikacji dzieła Tableau encyclopédique et méthodique zapoczątkowanego w 1790 przez Pierre’a Josepha Bonnaterre’a. W międzyczasie napisał Ornithologie Française (1823–1830). Przypuszcza się, iż Louis Jean Pierre Vieillot zmarł w ubóstwie w 1830 w Rouen.
Pamięć ornitologa została uwieczniona w nazewnictwie wielu gatunków, np. Lybius vieilloti (wąsal zbroczony) czy Coccyzus vieilloti  (jaszczurkojad brązowy).